# Leidsekade (Utrecht)
De Leidsekade is een straat in de Nederlandse stad Utrecht. De straat bestaat uit twee delen, het eerste ter hoogte van het Westplein vanaf de Kanonstraat tot de Timorkade en Halmaherastraat, het tweede gedeelte vanaf de Jan Pieterszoon Coenstraat tot de Billitonkade.
De straat is omstreeks 1890 aangelegd als deel van de toen nieuwe wijk Lombok, lopend langs de Leidse Rijn aan de overzijde van de Leidseweg.
Het oorspronkelijk plan om de straat langs de gehele oever aan te leggen is nooit voltooid. Op Leidsekade 30 aan de Damstraat-kant bevond zich het complex van de Lood- en Zinkpletterij Hamburger. Zowel de vroegere firma Hamburger alsook de houtzaagmolen De Ster die er nog steeds is hebben de Leidsekade in twee delen gedeeld. Toen uiteindelijk in 1986 het voormalige Hamburgerterrein met woningen bebouwd werd, kreeg dit deel de naam Timorkade.
De oude Dambrug aan de Leidsekade hoek Damstraat over de Leidse Rijn heeft plaatsgemaakt voor een nieuwe brug. Aan het tweede deel liggen de Jan Pieterszoon Coenbrug (gemeentemonument) en Abel Tasmanbrug (rijksmonument).

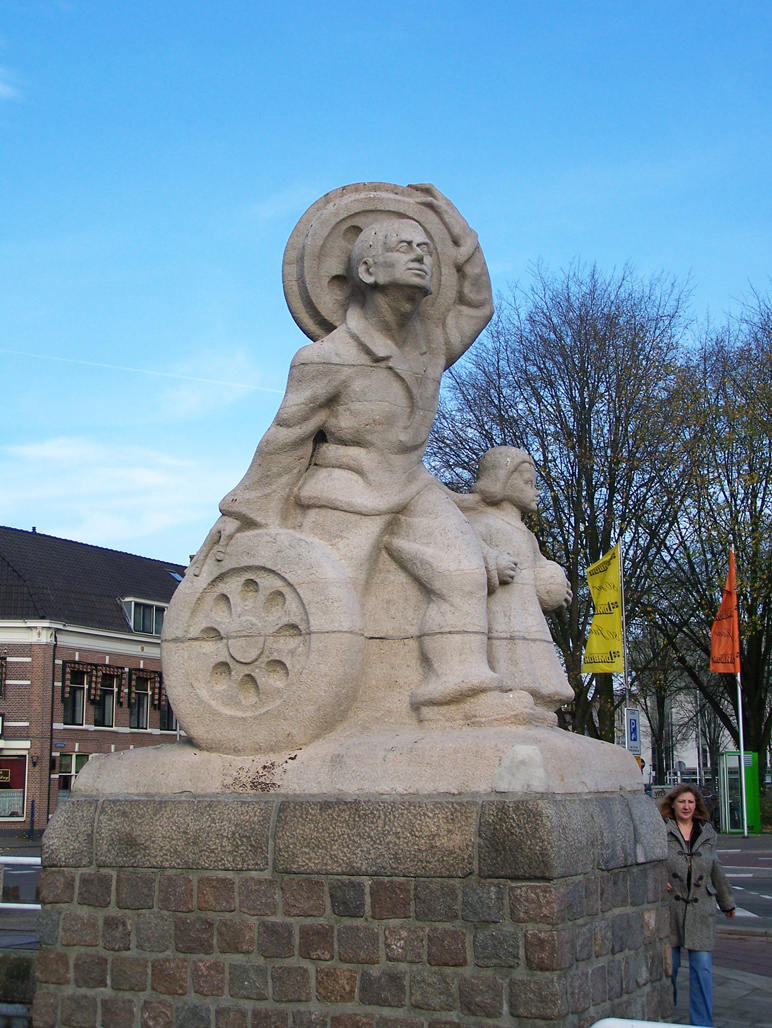
"Het Verkeer" (1939) van Steph Uiterwaal. Het maakte deel uit van drie beelden die bij de destijds nieuwe overkapping van de Leidse Rijn stonden. Sinds 1984 staat het beeld op de hoek van de Damstraat en de Leidsekade
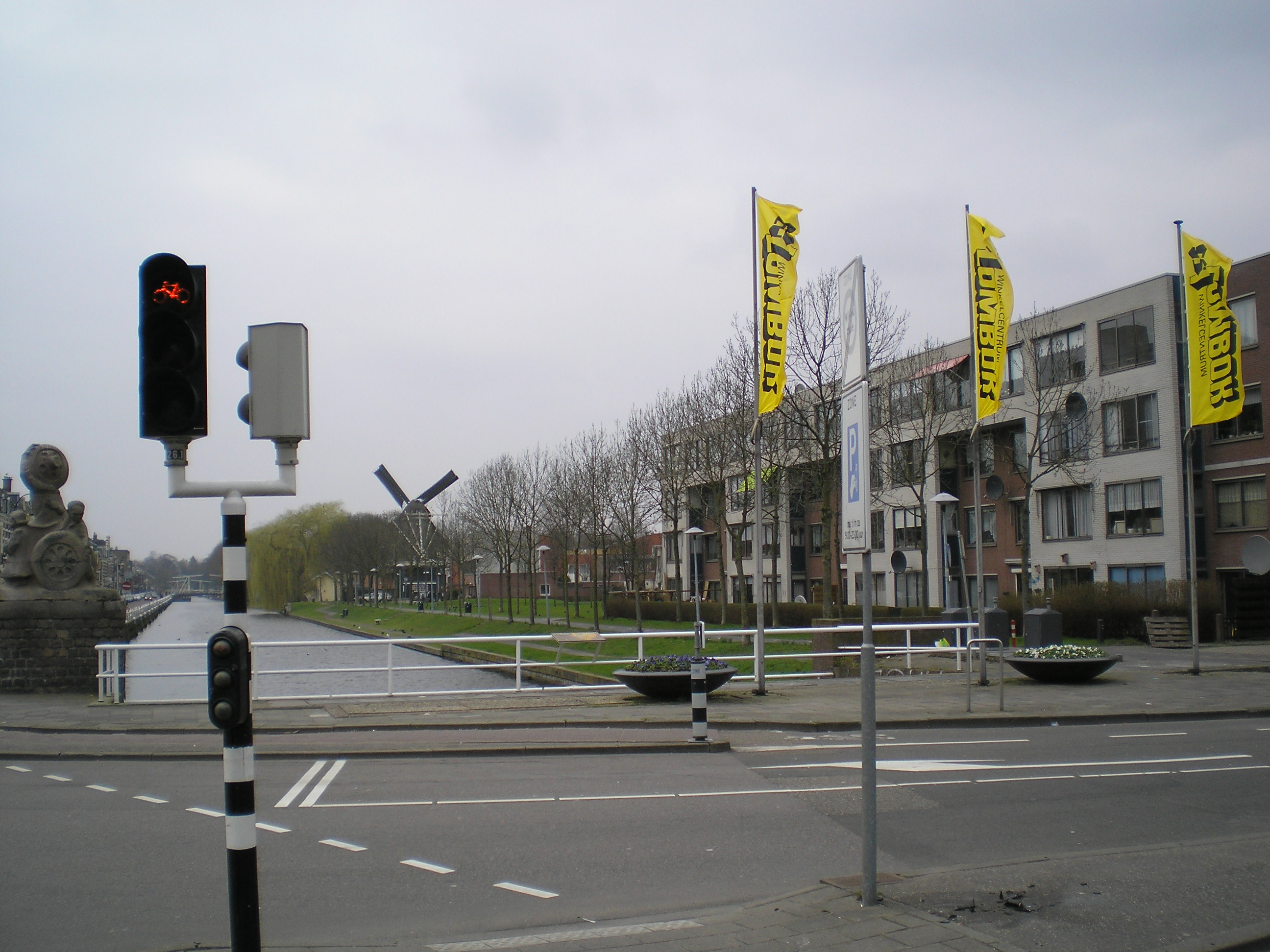
Dambrug met op de achtergrond de Leidsche Rijn met daaraan de houtzaagmolen De Ster en links de Leidseweg
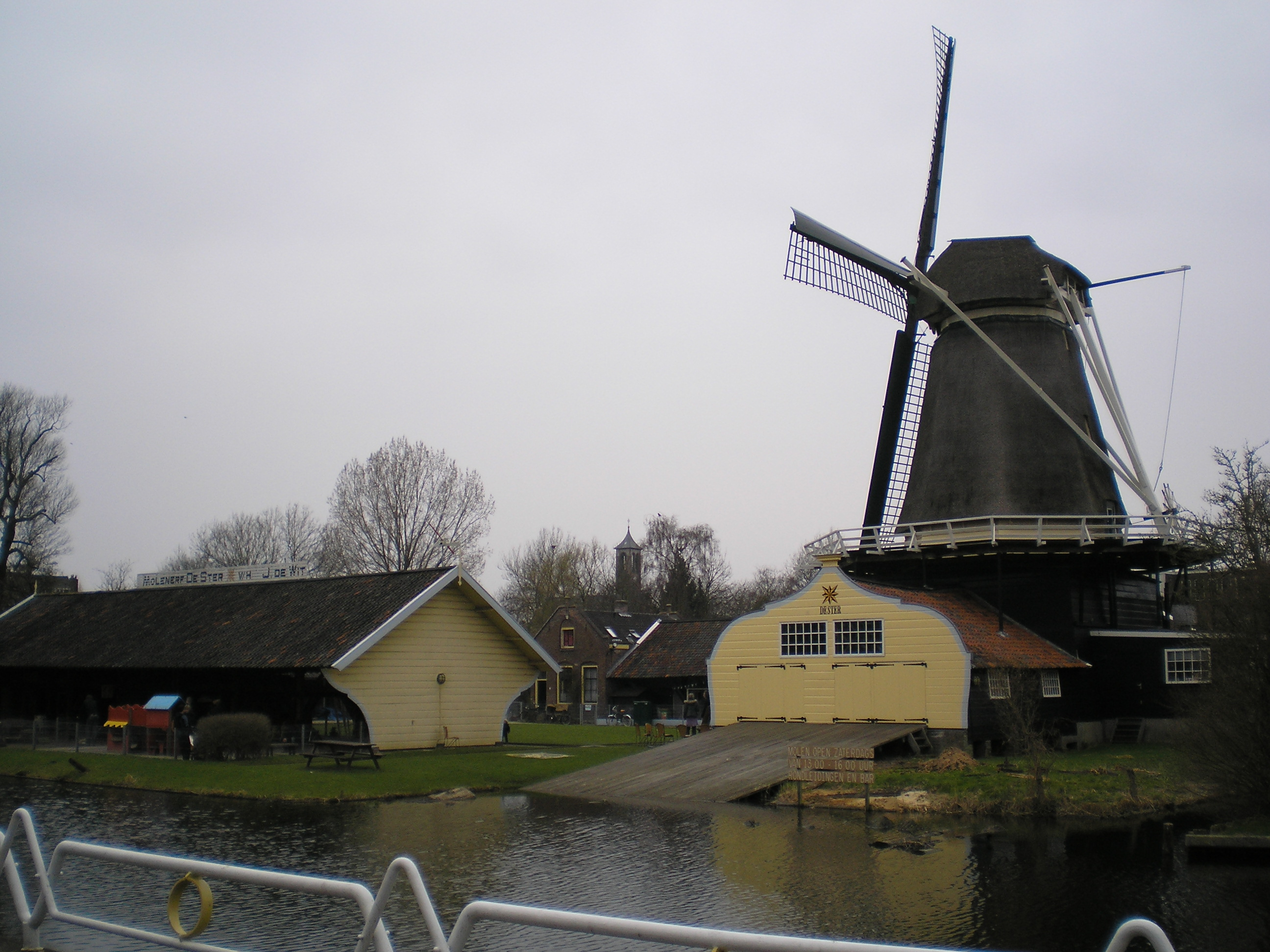
Houtzaagmolen De Ster gelegen tussen beide gedeelten van de Leidsekade
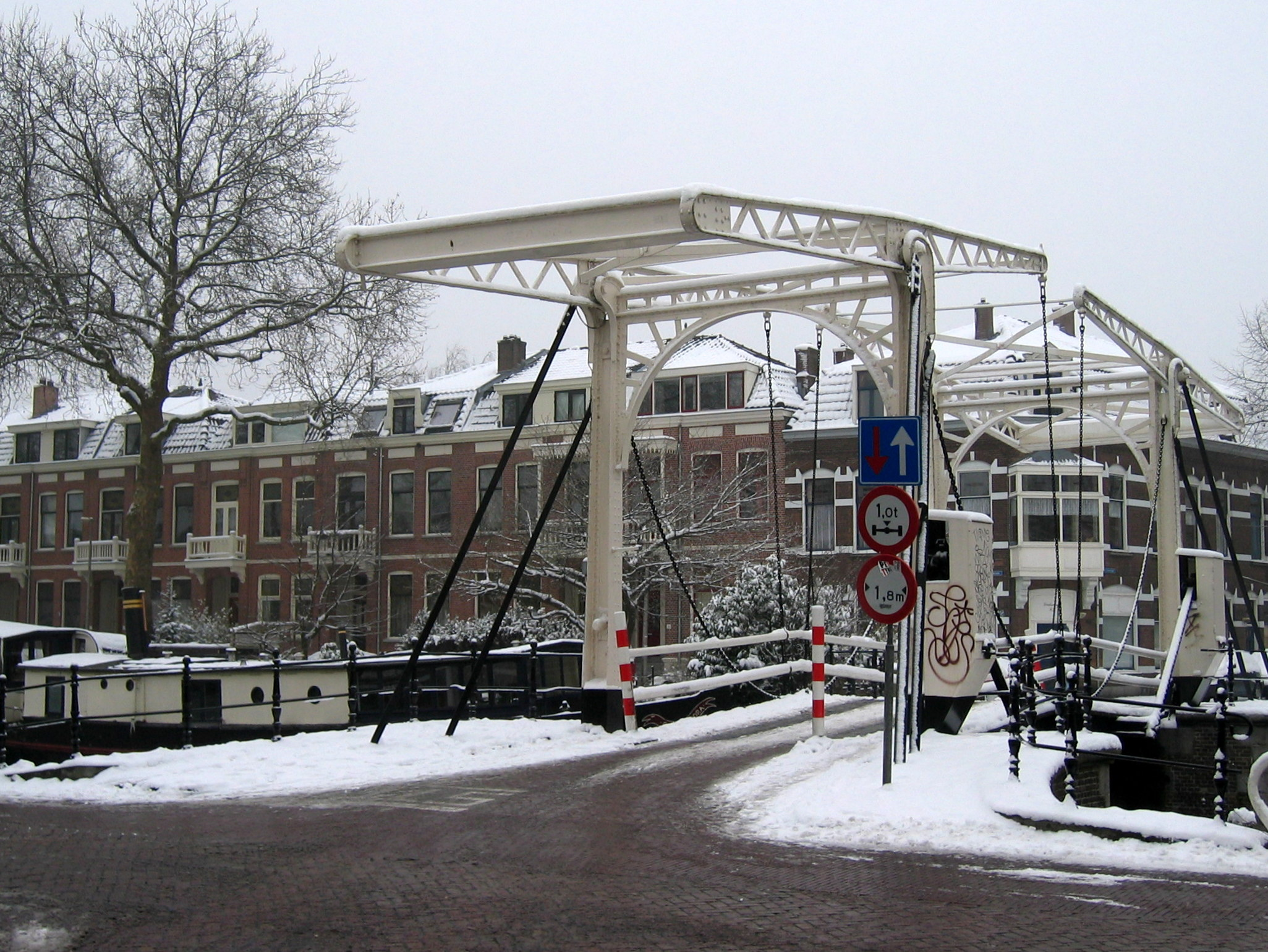
JP Coenbrug en Leidsekade
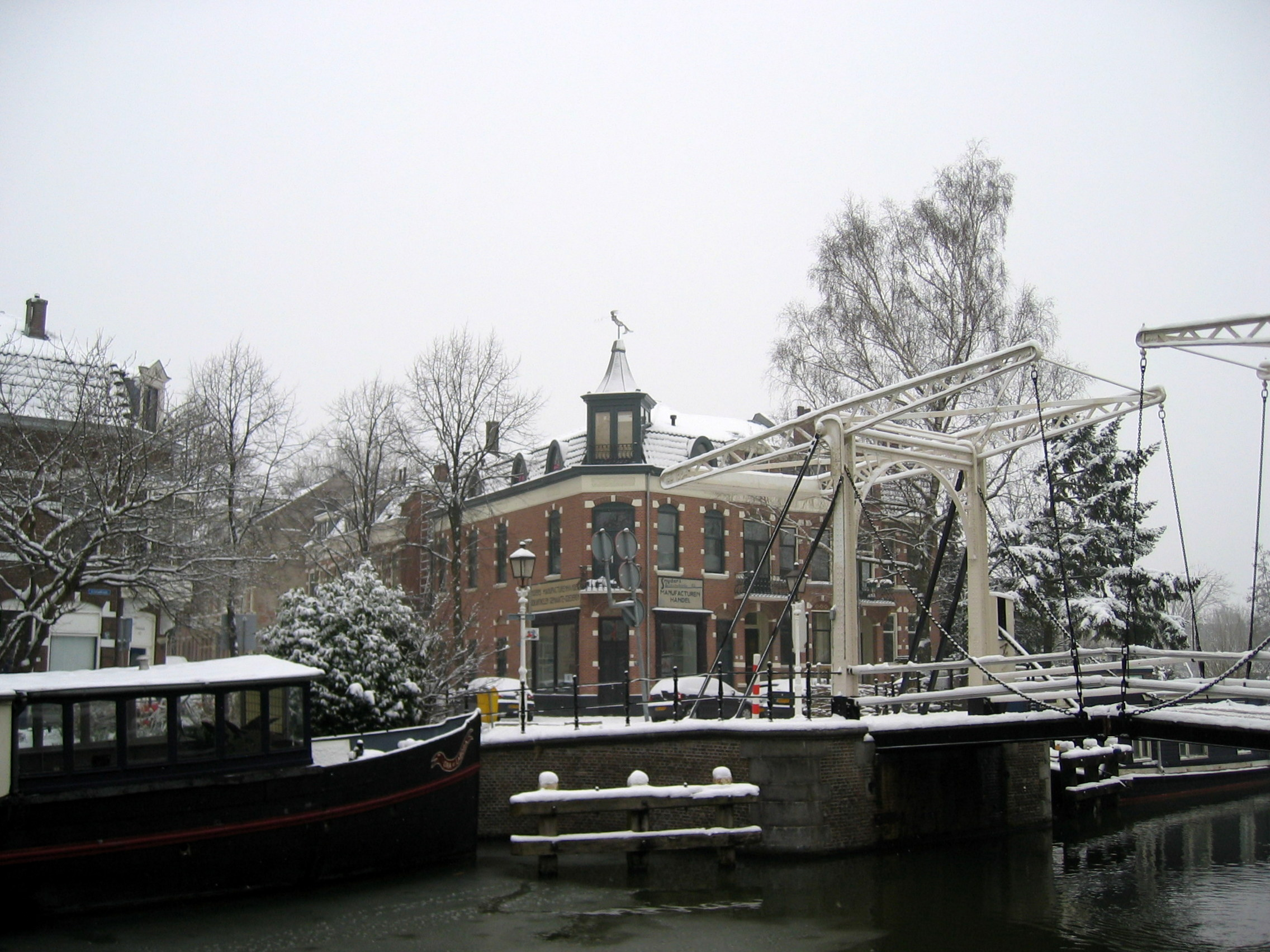
De Leidsekade ter hoogte van de JP Coenbrug
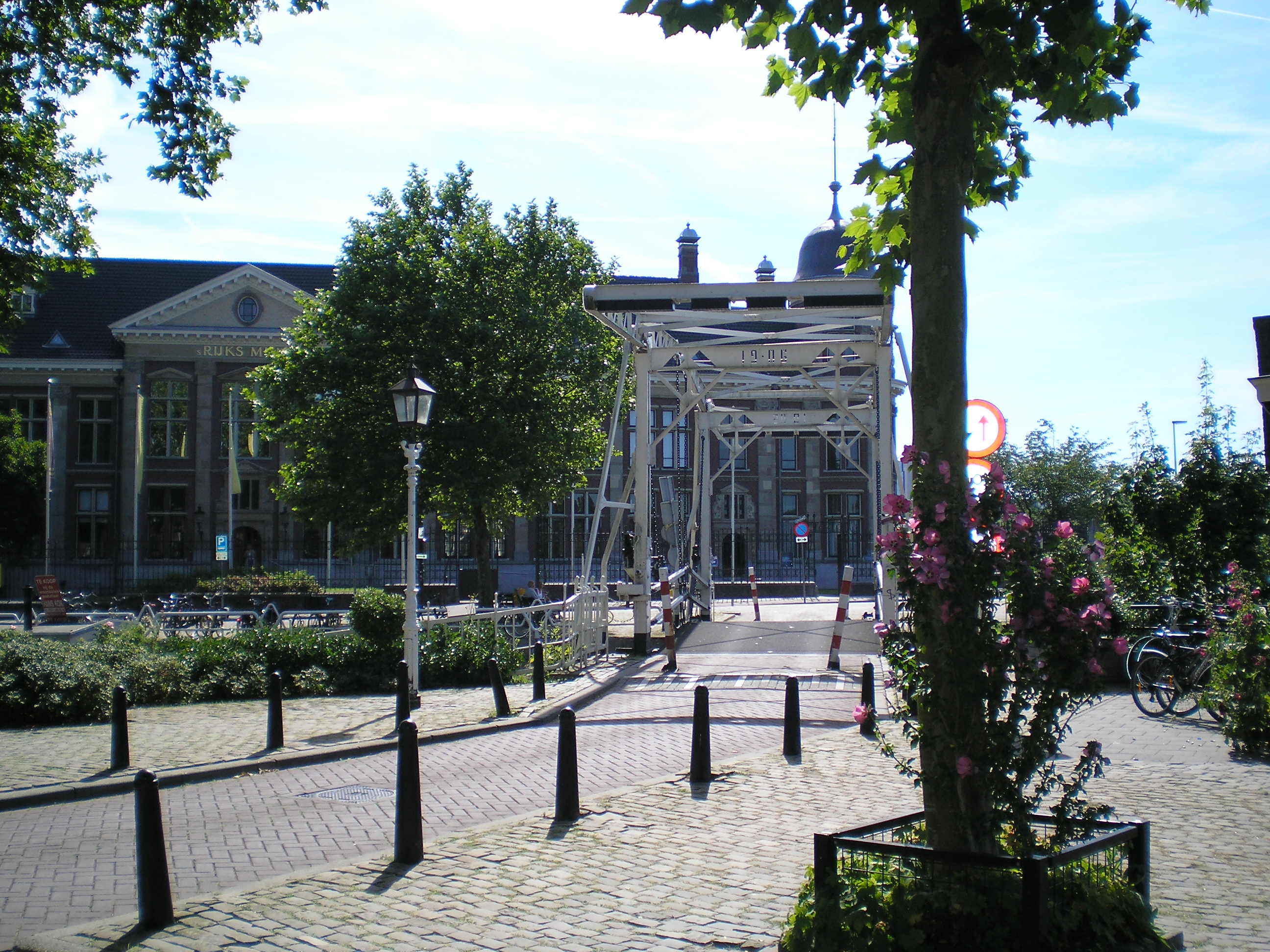
De Leidsekade ter hoogte van de Abel Tasmanbrug met op de achtergrond de Koninklijke Nederlandse Munt
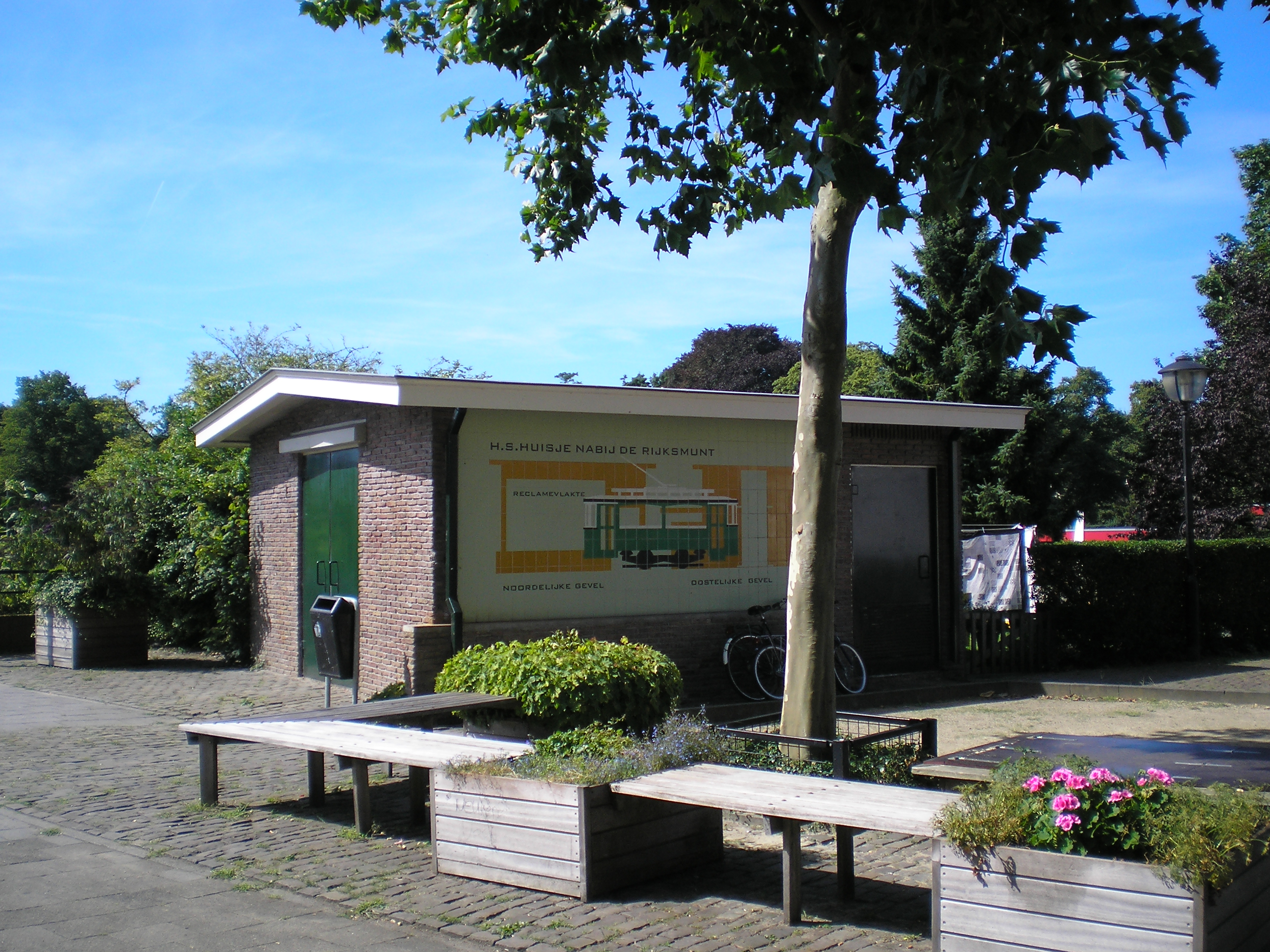
Elektriciteitshuisje met herinnering erop aan de tram lijn 4 die op 17 december 1936 voor het laatst hier reed

Billitonkade ·
Damstraat ·
Jan Pieterszoon Coenstraat ·
Kanaalstraat ·
Leidsekade ·
Westplein